# Joseph Enseling
Joseph Enseling est un sculpteur allemand né le 28 novembre 1886 à Coesfeld (province de Westphalie) et mort le 16 juillet 1957 à Düsseldorf.

## Biographie
Après un apprentissage de la sculpture en 1905-1910 à l'École des Arts et Métiers de Düsseldorf (avec Rudolf Bosselt, Wilhelm Kreis et Peter Behrens) ainsi qu'en 1910-1912 à l'Académie Colarossi à Paris, Joseph Enseling fut le disciple d'Aristide Maillol.
De 1913 à 1952, il enseigna à la Folkwangschule d'Essen et à l'Académie des Beaux-Arts de Düsseldorf. À part son professorat, il travailla comme artiste libre jusqu'à sa mort.
Il travaillait la pierre, le bois, le bronze et la céramique. Il fit de nombreuses sculptures monumentales, sculptures d'édifices, avant tout dans les régions du Rhin et de la Ruhr. Beaucoup de ses œuvres rappellent l'héritage industriel et culturel de ces régions des années 1920 et 1930.
Il fit des portraits expressifs des personnalités de son époque et de nombreux monuments pour les morts de la Première Guerre mondiale, des têtes de femmes et des masques d'une expression profonde de noblesse d'âme.
Beaucoup de ses œuvres sont conservées dans des musées nationaux et internationaux. Parmi ses disciples figurent entre autres Hermann Blumenthal et Joseph Beuys.